# Arteră cecală anterioară
Artera cecală anterioară (sau artera cecală anterioară) este o ramură a arterei ileocolice care alimentează regiunea anterioară a cecului. 